# خان العمدان

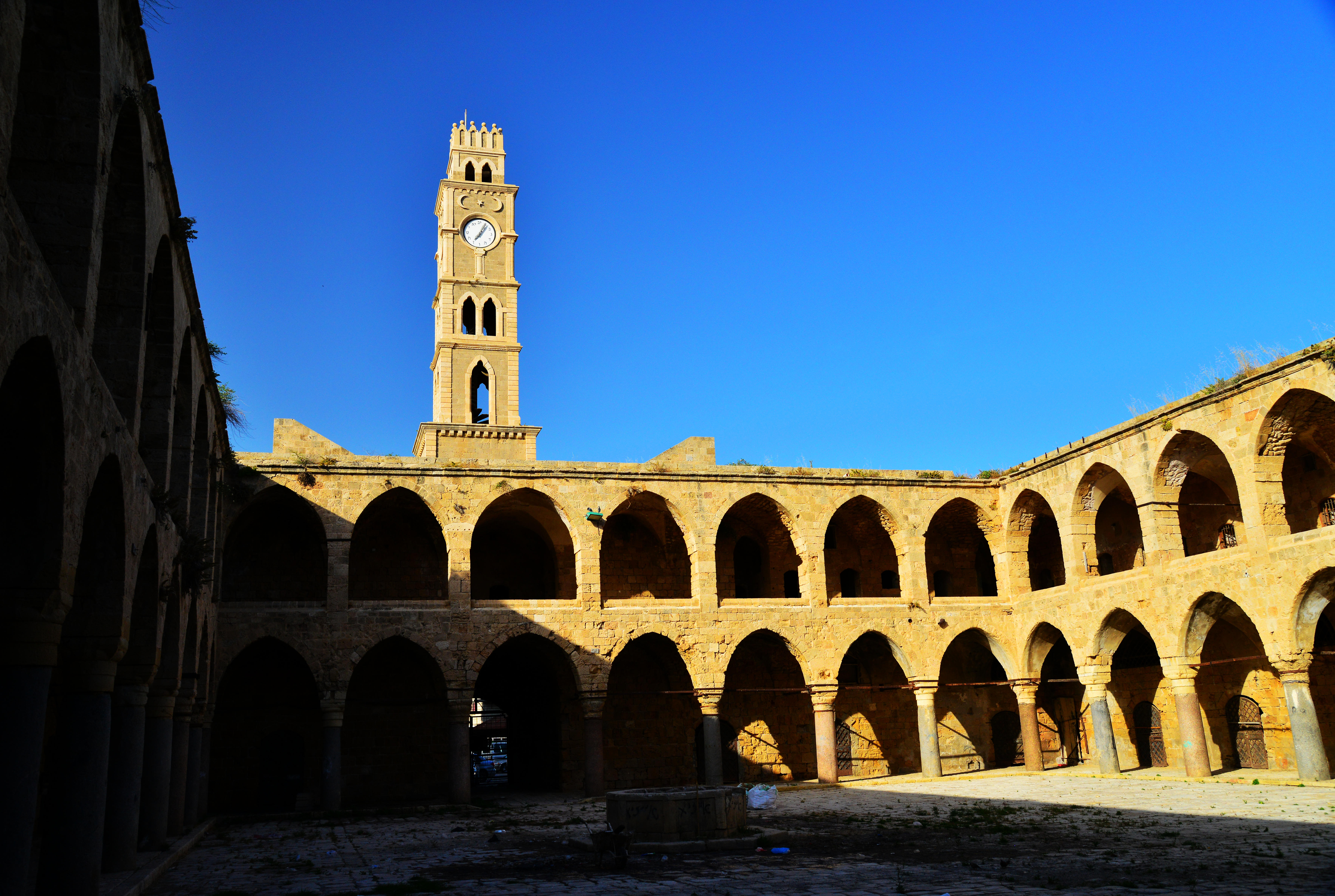
خان العمدان

أقام خان العمدان أحمد باشا الجزار سنة 1785 في مدينة عكا بفلسطين التاريخية، وهو مبنى مربع الشكل من طابقين يرتكز على أعمدة من الغرانيت جلبها الجزار من قيسارية. بني برج الساعة سنة 1906 بمناسبة اليوبيل الخامس والعشرين لجلوس السلطان عبد الحميد الثاني على العرش في إسطنبول.

## التصميم المعماري والاستخدام
- يتميز المبنى بشكل مربّع أو مستطيل من طابقين، يطلّان على ساحة مركزية واسعة تضم نافورة أو خزّ صغيرة كانت تُزود بماء من قنطرة الكابري القديمة .
- الطابق الأرضي خصص لتخزين البضائع وإيواء المطاريد (الدواب)، بينما طابقه العلوي شُيد لغرف التجار وحاملي البضائع.[4]
- يُعَدّ الخان من أرقى مرافق التجارة الدولية في نهاية القرن الثامن عشر، حيث أفرغ التجار بضائعهم فور وصولها من الميناء وأقاموا فيه

## برج الساعة
- أُضيف برج الساعة عند المدخل الرئيسي في 1906م، تخليدًا لذكرى اليوبيل الفضي للسلطان عبد الحميد الثاني بعد 25 سنة من تولّيه السلطة .
- طراز البرج مشابه لبرج يافا ومحافظ المدن العثمانية الأخرى، مما يعزّز الطابع العمومي والرمزي للخان[5]